# Байздренко Микола Георгійович
Микола Георгійович Байздренко (1869 — після 1917) — український військовий і громадсько-політичний діяч, ветеринарний лікар; завідувач ветеринарною лабораторією в Усть-Цильмі (1913—1914; тепер Республіка Комі), керівник Українського військового революційного штабу в Петрограді (1917).
Син священника з Кубані. Після закінчення реального училища в Ростові-на-Дону вступив до Харківського практичного технологічного інституту, де навчався на хімічному відділені, але з 3-го курсу (1887) перевівся до Харківського ветеринарного інституту.
У 1891 р. в Каневі, на могилі Тараса Шевченка, разом з товаришами заснував Братство тарасівців. Під псевдонімом «Чорноморець» опублікував у Галичині драму в п'яти діях «Кара божа» (Львів: Зоря, 1892). У 1892 р. перевівся на навчання в Юр'ївський ветеринарний інститут (тепер м. Тарту, Естонія), який закінчив 1894 р.
Притягувався Харківським жандармським управлінням за нелегальне ввезення революційних видань із-за кордону (1893). Організований ним на Різдво 1893 р. транспорт нелегальної літератури зі Львова відстежено охранкою (за доносом «галицького жида-контрабандиста»), у результаті чого осередок Братства тарасівців у Харкові піддано репресіям. Притягувався до відповідальності за належність до студентського соціал-демократичного гуртка в м. Юр'єві (1893—1894; тепер м. Тарту), за що засуджений до 6 місяців тюремного ув'язнення (1895) і дворічного поліційного нагляду.
Вступив на хімічне відділення Ризького політехнічного інституту (1897), яке закінчив (1900). Ветеринарний лікар у Ризі і Баку. Автор праці «О нафтенах» (Баку, 1902) — це 38-сторінкова доповідь Бакинському відділенню Імператорського російського технічного товариства. Співробітник щотижневого «Грозненського Торгово-промислового Бюлетеня» (1903—1904) та газети «Каспій» (Баку, 1906). В останньому виданні брав активну участь у виборчій кампанії до Державної думи Алі Мардан-бека — майбутнього голови парламенту Азербайджанської Демократичної Республіки (в 1918—1920). Саме Байздренко від імені 150 співробітників газет «Каспій» та «Хаят» вітав, не стримуючи сліз, Алі Мардан-бека з перемогою на виборах. Своєю статтею «Немного pro domoѕuа» (1907) Байздренко схвально відгукувався про діяльність Гасан-бека Зардабі (1907) — засновника першої газети азербайджанською мовою. Цитату Байздренка використала Академія наук Азербайджанської ССР у ґрунтовній монографії про Зардабі (1962) — як приклад високої оцінки відомим публіцистом діяльності національного діяча азербайджанського народу. Байздренко дописував також до газети «Бакинець» (1907) та до київської української преси — «Рідний край» та «Рада» (1908). У «Рідному краї» відома його стаття «Німецька преса про відкриття пам'ятника Котляревському». Мав літературний псевдонім «Б-ко». Автор спогаду «У свежей могилы: Светлой памяти И. М. Садовского», опублікованого в збірнику пам'яті Івана Михайловича Садовського (СПб., 1912), де докладно описав їхні зустрічі й розмови в Петербурзі та про допомогу Садовського Байздренку для продовження досліджень з хіміотерапії. Засланий царатом на береги річки Печори (1913—1914).
У 1917 р. співпрацював з Товариством ім. П. Полуботка. За спогадами Сергія Жука, під керівництвом Байздренка восени 1917 р. в Петербурзі організовано і відправлено на допомогу Україні 4 сердюцьких полки по 4 тисячі вояків у кожному, а саме ім. Івана Мазепи, Пилипа Орлика, Костя Гордієнка і Тараса Шевченка, а також важку гарматну батарею, кулеметні роти, технічні частини. Саме ці частини, за свідченням С. Жука, заступника Байздренка, провели останній український військовий парад у столиці Росії: «На Марійському майдані, перед Ісакієвською катедрою відбулася парада полків, які після Молебня було приведено до присяги на вірність Українській Центральній Раді і Українському Військовому Генеральному Комітетові».